# 愛快羅密歐156
阿尔法·羅密歐156是一款由阿尔法·羅密歐於1997至2007年間生產的緊湊型房車。156在1997年的法蘭克福車展首次登場，並取代了前一代的同級產品：阿尔法·羅密歐155。
156的組裝生產線包含飛雅特集團位於義大利波米利亞諾達爾科的工廠，以及通用汽車位於泰國羅勇的工廠（泰國羅勇工廠於2002年3月開始生產，並持續了數年，主要供應亞太地區的市場）。156在1997到2005的生產週期中ㄧ共製造了680,000輛。
阿尔法·羅密歐156共有四門轎車、旅行車以及跨界旅行車等選擇，並搭配7款不同排氣量的引擎。在生產週期中，156歷經兩次改款，一次於2002年，另一次於2003年。當年Sportwagon車型的行銷廣告，還請來了著名影星麗塔瓊斯。
四門房車版本的156在2005年停產，四輪驅動的Q4 Crosswagon則生產至2007年底。取代156位置的是發展自阿尔法·羅密歐Brera的阿尔法·羅密歐159，同一時期，Brera以及該架構的Spider取代了使用Fiat Tipo 2底盤架構的GTV、Spider。
阿尔法·羅密歐156在1998年以大幅度的領先贏得歐洲年度風雲汽車。

## 開發
在156首次發表的時候，推出三款搭配的Twin Spark直列四缸汽油引擎，有1.6升、1.8升及2.0升等選擇，馬力分別為120、144及155PS，這款引擎為每缸4氣門設計，並配有可變氣門正時。柴油引擎部份，則有直列四缸8氣門1.9升(105PS)，以及直列五缸10氣門2.4升(136PS)的JTD共軌柴油渦輪引擎。初發表時的頂級車款則是搭配一具頂置雙凸輪軸2.5升、24氣門的V6引擎，這款引擎屬於Alfa Romeo V6引擎族系，能產生190PS的動力。
在156於歐洲推出時，還有一些版本套件可供選擇，例如：搭配Blitz布料或Momo皮革的內裝、Recaro座椅、16吋輪圈、較低的懸吊，以及皮革方向盤、排檔頭的Sport Pack；另外還有搭配Momo桃花心木方向盤及排檔頭的Lusso Pack。針對北歐國家的氣候型態，也推出了相關套件，包含霧燈、頭燈清洗器及加熱座椅。
1999年開始，5速序列式變速系統Selespeed列為2.0車型的選配項目，而2.5 V6的車型則可以選擇搭配被稱為Q-System的自排變速箱。Q-System可以以自排行駛，或是切換到類似手排排檔桿的H型換檔模式，Q-System同時具備了三種自排模式，分別為市區、運動與雪地模式。
2000年，156新增了家族成員：Sportwagon。這是愛快首次嘗試在緊湊型房車級距中推出旅行車版本。針對Sportwagon車型，也提供了一款由Boge生產的Nivomat後懸吊，這款液壓氣動懸吊，可以調整懸吊高度。愛快以輕量旅行的生活型態作為Sportwagon的行銷主打手段，這款Sportwagon填補了自1980年代33 Sportwagon之後的產品真空帶。
2001年，為了符合歐盟三期的排放規範，所有156所搭配的引擎都經過了修正，1.6引擎修正為120PS、1.8引擎修正為140PS、2.0引擎修正為150PS，而2.5 V6引擎則修正為192PS。

## 設計
負責156車身設計的是Alfa Centro Stile，當時主導的設計師為Walter de’Silva，Alfa Centro Stile給了156相當具有特色的高弧度側翼、復古風格的高亮度前車門把手、隱藏式後門把、相當戲劇性的高縱深水箱護罩，使得前牌照必須懸掛在側邊。視覺明顯的前門把手以及隱藏式的後門把手，使得156擁有類似雙門跑車的外觀。156的設計受到三款Alfa歷史車型影響，分別是1900、Giulietta以及Giulia。156的外觀造就了0.31 Cd的風組係數。
內裝
與Alfa Romeo 166相同，156採用了貝殼式的儀表造型，以及簡單的中控台，所有主要的控制旋鈕、按鈕，以及主要訊息顯示都朝向駕駛者。這是義大利跑車的主流設計，但是有時對於乘客來說有些怪異，因為乘客必須大幅度的側身，才看得到車上的時鐘。另外一個奇怪的地方是，作為一輛乘用車，156並沒有配置任何杯架。與一般緊湊型房車相同，156有足夠的前方空間與舒服的座椅讓駕駛與前座乘客乘坐舒適，而後座乘客通常會感到相當拘促。156初始是設計給4位乘客使用而非標準5位。但後期的156仍然以標準後座中間安全帶，取代了原本簡化的腹部安全帶。
2002年時，內裝隨著小改款經過了一番修正。

## 改款
2002

2002年時，156歷經一次小改款，內裝也採用了消光金屬質感。首見於147的數位雙區空調，也被引進採用於156，並可藉由空氣質量感測器，自動調節空調。在這次的改款中，新增了一款雙色內裝可以可供選配，有點類似同時期的BMW內裝。另外還有氙氣頭燈、液晶顯示資訊螢幕以及Bose音響可供選配。新式的方向盤也可以操作音響系統。Selespeed變速箱也經過升級，而原本位於方向盤上方的換檔按鈕，改成了換檔撥片。中控台新增了多功能里程資訊電腦、警示資訊以及保養提示資訊。
一款稱為VDC (Vehicle Dynamic Control)的電子車身穩定控制系統，整合了緊急煞車輔助以及防滑控制系統ASR (Anti Slip Regulation)被列為標準配備。另外還有一款稱為MSR (Motor Schleppmoment Regelung)的系統被導入，這個裝置可以防止突然的扭力變化導致輪胎打滑，例如：在低摩擦的路面突然的降檔。被動安全方面，所有車型都配備了車窗氣囊。
2.0升JTS汽油直噴引擎取代了2.0升Twin Spark，提供更低轉的扭力輸出能力以及更高的馬力輸出(165PS)。柴油引擎部份也有更新，提供更高的動力。
外觀部份，僅將原本黑色的後視鏡、保桿護條改為與車身同色。
2003

2003年大改款156上市，新款的車頭以及車尾都由Giorgetto Giugiaro重新設計。大改款也提供了頂規的Ti (Turismo Internazionale)運動版本，這個版本配備了改良的懸吊系統、更大的輪圈 (215/45 17”)以及縫線皮革座椅。
這次的改款在造型上面造成兩方的擁護者，一方是早期優雅線條的愛好者，一方則喜歡後期較具侵略性的造型。GTA沒有採用新的外觀設計。
柴油引擎歷經了相當大的改動，改為每缸4氣門設計，這款共軌柴油引擎能夠以1400bar的超高噴射壓力、每循環最高五次噴射供油的效率來降低噪音、降低油耗，並提高引擎輸出。新的柴油引擎包含1.9升16氣門直四(140PS或150PS)以及2.4升20氣門直五(175PS)。
156 GTA

156 GTA以及156 Sportwagon GTA於2001年9月在法蘭克福車展中亮相，名稱來自於1960年代的Alfa Romeo GTA，GTA字母代表義大利文Gran Turismo Alleggerita，意思為輕量化GT，而GT則代表適合高速長途駕駛的高性能車輛。共有2623輛四門版本，以及1168輛旅行車版本的156 GTA被生產製造，而其中156 GTA Selespeed　右駕252輛 左駕109輛 產線持續到2005。第一量下線的GTA是透過網路線上拍賣的方式銷售，標售期間為2001年的9月13到9月23，也就是法蘭克福車展的期間。最終這輛車以48691.26歐元結標，所得收入均捐贈給慈善基金Telethon。
3.2升的Bussone V6引擎 (The big Busso，名稱來自於傳奇的愛快與法拉利工程師Giuseppe Busso)，是愛快位於米蘭Arese工廠製造過最大的引擎。這具引擎的缸徑為93mm，衝程為78mm，六個汽缸共3179cc的排氣量，能夠產生250PS的馬力，以及300牛頓米的扭力。著名的愛快專精改裝廠Autodelta則以這具引擎為基礎，打造性能版本的3.7升400PS的引擎。參與歐洲房車賽ETCC的156 GTA則因為規則限制，採用2.0升直四引擎，這具引擎能夠產生300PS的動力。
變速箱方面，有6速手排以及6速Selespeed液壓驅動序列式變速箱可供選擇。GTA也配備了更低、更硬的懸吊系統，以及相當具有特色的車身套件、外擴後輪拱、皮革內裝。在2003年的156大改款中，GTA車型仍然維持原本Walter de S’ilva的設計直到生產終止。
156 GTA的懸吊系統，是由飛雅特研究中心(Fiat Research Centre)與飛雅特車輛設計與開發部門(Fiat Auto Design and Development Department)共同設計開發，轉向也被調校的更加靈敏，方向盤左右死點僅1.7圈，其他156則為2.1圈。初期GTA配備了Brembo的煞車系統，305mm前碟盤、276mm後碟盤，後期的GTA則將前碟盤升級到了330mm以應付GTA的性能。
油耗方面的數據並不優秀，市區油耗為5.52km/L，合併油耗為8.25km/L，高速油耗則為11.62km/L。
即便GTA的名稱意指為「輕量化」，但事實上GTA的重量比2.5升V6的156重了91公斤。
156 Sportwagon Q4

2004年，全時四驅的Sportwagon Q4上市，Q4 (Quadrifoglio 4)系統使用了三組差速器，中間的差速器為Torsen C限滑差速器，重量達150公斤。車高增加為1458mm，除了車高之外，Q4車型配備了新的5幅式17吋輪圈，以及車尾Q4徽章。Sportwagon Q4車型只有左駕版本。
156 Crosswagon Q4

同樣在2004年，Crosswagon Q4推出，這是一款跨界休旅版本的Sportwagon，具備一定程度的越野能力，並具備更高的車高以獲得更好的進入角與離去角，Crosswagon Q4的車高為1497mm，與標準156差了6.5公分。Crosswagon Q4配備了高胎壁的四季通用輪胎，而前後保桿的造型以及四門的金屬護板，使得Crosswagon Q4的造型比較像是一台全地形車。2005年，Alfa Romeo 159上市的時候，Crosswagon仍然繼續生產，直到2007年產線關閉。
特殊版本Alfa 156

Alfa Romeo 156 GTAm

2002年義大利波隆那車展中，愛快推出了156 GTAm，這款車子是由飛雅特集團的合作夥伴N.Technology打造，3179cc的引擎經過括缸，使得排氣量增為3548cc，馬力為300PS。這台車輛擁有更寬的輪拱、19吋輪胎，並配備N.Technology打造的限滑差速器。最終這個版本沒有付諸量產。
Alfa Romeo 156 Sportwagon GTA 3.5 Autodelta

2004年日內瓦車展，位於英國倫敦的Autodelta展示了一輛156 Sportwagon的原型車，配備了3548cc，300PS的V6引擎，以及Bilstein避震器、Eibach彈簧、以及330mm碟盤的Brembo前煞車系統，並採用輕量化的複合材料引擎蓋。
Autodelta 156 GTA 3.7 V6

Autodelta還曾經推出高性能版本的156 GTA，V6引擎被擴缸至3750cc，並能在7300rpm時產生328PS的動力，使得這輛GTA可以達到280km/h的極速。另外還有一版GTA AM Super，是這個版本的升級，採用Rotrex機械增壓裝置，將馬力榨至400PS。

## 規格
平台與懸吊

156採用了發展自Alfa Romeo 155的平台，屬於飛雅特的Tipo平台，然而，這套平台與原本的Tipo相差甚多，應該被視為一款新的平台。156是一款高度開發的前輪驅動車輛，配備高雙A臂前懸吊，以及一款稱為Camuffo Type的後懸吊，這款懸吊採用垂直的伸縮支柱，被配有同軸彈簧及兩組不同長度的橫向連桿及一組縱向支柱。這樣的配置意謂著後輪能夠具備小幅度的被動轉向能力。前後懸吊都採用了部份輕量化材質（鋁合金）。除了懸吊系統之外，一些輕量化的鎂合金前座支架也被採用。
引擎

在156的生產週期中，採用了多款引擎，包含四缸與六缸的汽油引擎，以及四缸與五缸的柴油引擎。除了V6引擎之外，所有引擎都在Pratola Serra製造，V6引擎則在愛快的Arese plant製造。這些引擎當中，2.4JTD柴油引擎版本的156是世界第一款採用共軌柴油引擎的乘用車。

## 獎項
1998年，來自21國，共56位評審組成的審查團隊，將156選為歐洲年度風雲車，而其中40位都將第一名投給Alfa 156。評語描述Alfa 156為「高度調校的懸吊配置，提供了無懈可擊的行路操控」。而2.5升的V6引擎，則在2000年贏得世界年度引擎該級距的冠軍。Alfa 156贏得超過35項殊榮，包含：
- Technical Innovation Award – Common Rail 1998 – (Autocar – Great Britain)
- Best Compact Executive 1998 – (What Car? – Great Britain)
- Best Compact Executive Car 1998 – (Auto Express – Great Britain)
- Die Besten Autos 1998, Paul Pietsch Preis – Innovation prize for Common Rail, (Auto, Motor und Sport – Germany)
- Auto 1 Europa 1998 – (panel of engineers, drivers and journalists from the eleven European magazines, headed by Auto Bild)
- Auto Trophy 1998 – (Auto Zeitung – Germany)
- Trophee Du Design 1998 – (Automobile Magazine – France)
- European Award for Automotive Design – (Belgium, 1998)
- Car of the Year 1998 in Denmark, Spain, Netherlands, Luxembourg, Germany, Portugal, France, and Croatia
- Car of the Year in South Africa 1999 – (South African Guild of Motoring Journalists)[4]
- Prix de l’Innovation Technique pour le Common Rail 1997 (France)
- L’automobile più bella del mondo ("The most beautiful car in the world") 1997 (Italy)

## 賽車
Alfa 156曾投入數種不同的賽事，包含世界房車賽WTCC、歐洲房車賽ETCC、英國房車賽BTCC等。相關的房車賽事由飛雅特集團的合作夥伴N.Technology主導，這間公司一開始是為了參與義大利房車賽ITCC而成立。
1998年，Alfa Romeo開始供應對應N組賽事的車輛，主要移除地毯、座位以及其他內裝，並加裝賽車用的安全設施。
在156參與賽事的年代，曾經贏得下列獎項：
- 1998 Italian Super Touring Car Championship - Alfa Romeo 156 D2, Fabrizio Giovanardi
- 1999 Italian Super Touring Car Championship - Alfa Romeo 156 D2, Fabrizio Giovanardi
- 2000 European Super Touring Car Cup Winner - Alfa Romeo 156 D2, Fabrizio Giovanardi
- 2000 South American Super Touring Car Championship, Oscar Larrauri
- 2001 FIA European Touring Car Championship - Alfa Romeo 156 D2, Fabrizio Giovanardi
- 2002 FIA European Touring Car Championship - Alfa Romeo 156 GTA Super 2000, Fabrizio Giovanardi
- 2003 FIA European Touring Car Championship – Alfa Romeo 156 GTA Super 2000, Gabriele Tarquini